# 长木医学区站
长木医学区站（英語：Longwood Medical Area，车站标志为）是位于马萨诸塞州波士顿传教山地区的地面轻轨站。车站在亨廷顿大道行车道之间的分隔带中，波士顿轻轨绿线E支线在此站停靠。车站以所在地的长木医学区命名，哈佛医学院、波士頓兒童醫院和布莱根妇女医院均在车站附近。 
溫特沃斯理工學院、麻省药科与健康科学大学、塔夫茨大學美術館學校(SMFA)、波士顿拉丁学校和马萨诸塞州艺术与设计学院(MassArt)等多所学院也在车站附近。
20世纪80年代以前，车站名为长木-医院站，之后改名为长木医学区站。波士顿轻轨绿线D支线上有一座与其名称相似的车站，长木站，车站在长木医学区的另一侧，河道湿地公园旁边。
长木医学区站是绿线所有地面车站中最繁忙的车站，车站日均登车人数为3,813。2003年1月13日，长木医学区站及E支线上其他4座车站一起改造为无障碍车站。

## 车站结构
| G 街道/站台层 | 侧式站台，右侧开门 | 侧式站台，右侧开门          |
| G 街道/站台层 | 出城               | 往希思街 （布里格姆环岛）   |
| G 街道/站台层 | 入城               | 往莱希米尔 （波士顿美术馆） |
| G 街道/站台层 | 侧式站台，右侧开门 |                             |